# Tradução (genética)

Processo de tradução e síntese de proteínas nos ribossomos.

Em biologia, tradução é o processo biológico no qual a sequência nucleótica de uma molécula de mRNA (RNA mensageiro) é utilizada para ordenar a síntese de uma cadeia nucleotidica, cuja sequência de aminoácidos determina uma proteína
Neste processo, moléculas de RNA de transferência (tRNA) operam a tradução reconhecendo as sequências nucleotídicas do mRNA e correlacionando-as com a sequência que corresponde a determinados aminoácidos. A molécula que fornece a informação genética a ser traduzida é o RNA mensageiro. Este contém uma sequência de nucleotídeos que é lida, pelo RNA transportador (que possui uma série de anticodões) de três em três bases. Cada trinca de bases do RNA mensageiro representa um codão e está relacionada a um aminoácido específico. A inserção de aminoácidos na cadeia polipeptídica crescente ocorre na mesma ordem em que os seus respectivos códons aparecem na molécula de RNA mensageiro.
Na célula a tradução é processada em estruturas chamadas de ribossomos, que posiciona corretamente RNAs transportadores com RNAs mensageiros e catalisam as ligações peptídicas entre aminoácidos para a síntese de proteínas. Os ribossomos são compostos por duas subunidades e agem de maneira a percorrer a totalidade da cadeia de RNA mensageiro. O papel do RNA transportador nesse processo seria o de conectar os códons do RNA mensageiro com os devidos aminoácidos espalhados pelo citoplasma. Ao efetuar tal processo, o ribossomo fará a ligação peptídica entre os códons trazidos pelo RNA transportador, gerando a fita proteica.

## Antecedentes do processo: a Transcrição

### Transcrição em procariotos:
Em procariotos, o fator sigma reconhece a presença de uma região promotora e concatena com o complexo alfa e beta forma a holoenzima RNA-polimerase, formando com uma “bolha de transcrição” em conjunção com o DNA, e após o início da transcrição, o fator sigma se dissocia e nessa fase de alongamento (posterior a de iniciação) o gene continua a ser transcrito e parte do transcrito forma um “grampo” (“hair-pin”), que resulta no fim da transcrição pela dissociação da holoenzima RNA-polimerase da fita de DNA. Como os procariotos não possuem carioteca, a transcrição é simultânea à tradução, ocorrendo no citoplasma, sendo assim comum o início da tradução do mRNA (notado que esse não passa por processamento) a formação de polirribossomos que podem traduzir também o mRNA enquanto a sua transcrição não foi encerrada. Contrariamente à replicação, não é necessária helicase, pois o RNA-polimerase é capaz de “abrir” a fita. Para o funcionamento das polimerases, é necessário o íon magnésio (Mg2+) para iniciar a síntese de RNA. 

### Transcrição em eucariotos:
Em eucariotos, fatores gerais de transcrição, iniciados pela TBP, reconhecem a TATA-box que como a CAAT-box (anterior à TATA-box) indicam a presença de um gene a ser transcrito à frente. Sobre a TATA-box, com a TBP, ocorre a reunião do complexo de iniciação de transcrição, ao qual se acopla a RNA-pol I, II, ou III, a depender do gene transcrito, a iniciar a síntese da fita de pré-mRNA, tendo sido fornecida uma base 3’-OH para a sua operação, de modo a transcrever o gene em seu início devido, eis que a mudança de posição de uma só base alteraria o pré-mRNA (fase de iniciação). Na fase de alongamento, há a continuidade da transcrição da sequência de pré-mRNA. Na região de término, há uma sequência rica em G e C, que desestabiliza a RNA-pol, com seu desacoplamento sobre a fita de DNA, terminando assim a transcrição (fase de terminação). Como eucariotos possuem carioteca, a transcrição ocorre no núcleo, sendo o pré-mRNA posteriormente processado em mRNA, exportado ao citoplasma onde será produzido. Há também a formação de polirribossomos em eucariotos, mas não tradução simultânea à transcrição. Como não há a permanência para além da tradução em proteínas oriundas do mRNA de erros na transcrição, a célula “pode tolerar” que haja menor verificação quanto a erros no processo, em comparação com a síntese de DNA.

## Processo

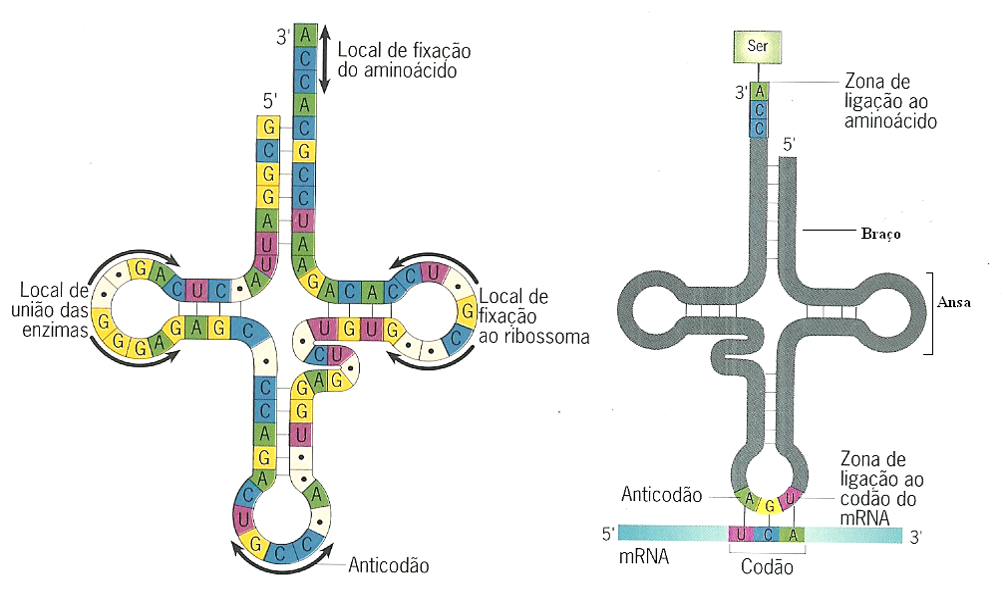
tRNA, estrutura

Este processo ocorre nos ribossomas livres no citoplasma, em ribossomas associados ao Retículo Endoplasmático Rugoso (RER) nas organelas da célula, por expressão de seus próprios genes.

### O processo:
Na tradução, pelo reconhecimento de uma sequência de início “start codon" (AUG) (que permite que não haja o “pular” de algum nucleotídeo de modo a alterar toda a sequência de aminoácidos codificados), ocorre a reunião das duas unidades ribossomais de modo a formar o ribossomo que por intermédio do tRNA traduz a sequência de nucleotídeos do mRNA em aminoácidos, que formam uma cadeia peptídica, que posteriormente se conformará na proteína codificada pelo gene ora transcrito em mRNA. O tRNA, funciona como adaptador nesse processo em razão de sua estrutura, que na extremidade 3’ está ligado a um aminoácido e no “segundo loop de sua estrutura cruciforme” apresenta o anticódon, a tríade de nucleotídeos de RNA complementar à do mRNA, para cada códon codificador de um aminoácido, sendo dotado de um tRNA específico. O tRNA ingressa no sítio A, ao parear o seu anticódon ao códon do mRNA, o que gera a mudança conformacional no sítio P de modo a promover (após a fase de início, do já ter havido o processo resultante primeiro na metionina na sequência, já estando na fase de alongamento) a ida do tRNA antecedente (que estava no sítio P) ao sítio E, onde se desagregará e sairá, e a ligação de seu aminoácido à cadeia crescente por meio da peptidiltransferase, que cliva a ligação do mRNA com o aminoácido, e o liga à cadeia; a cada ingresso de tRNA ocorrendo tais mudanças conformacionais e o crescimento da cadeia peptídica. 
Na fase de término, não havendo mais aminoácidos codificados pela sequência, ocorre a vacância do sítio A em relação ao ingresso de tRNA, o que resulta na liberação da cadeia peptídica no citoplasma com sua posterior conformação no formado adequado à sua função como proteína (podendo o enovelamento também ocorrer enquanto da tradução), e a dissociação das unidades do ribossomo, podendo essas reiniciar a tradução do mesmo mRNA ou de outro. Em eucariotos, pela adição da cauda poli-A na extremidade 3’, também há a desestabilização do ribossomo propiciando também o término da tradução. Como os procariotos não possuem carioteca, a transcrição é simultânea à tradução, ocorrendo no citoplasma, sendo assim comum o início da tradução do mRNA (notado que esse não passa por processamento) a formação de polirribossomos que podem traduzir também o mRNA mesmo enquanto a sua transcrição não tiver sido encerrada. Em eucariotos não pode haver tal simultaneidade, eis que o pré-mRNA é processado em mRNA e exportado ao citoplasma, onde ocorre a tradução e a possível formação também de polirribossomos.

### Fases:
1-No início desta fase (denominada de Iniciação), as subunidades do ribossoma dividem-se e o mRNA (ácido ribonucleico mensageiro) liga-se à subunidade menor através da extremidade 5' (estrutura do RNA), depois, a subunidade menor desliza sobre o mRNA até encontrar o codão de iniciação (AUG). Posteriormente, um tRNA (ácido ribonucleico de transferência) que transporta o aminoácido metionina liga-se por complementaridade ao codão de iniciação (pelo anticodão). De seguida, a subunidade maior liga-se à subunidade menor do ribossoma.
2-A segunda fase, denominada de Alongamento, um segundo tRNA com outro aminoácido (ligado à extremidade 3') liga-se ao ribossoma e por consequência liga-se ao codão do mRNA (pelo anticodão). Assim estabelece-se uma ligação peptidica entre os aminoácidos, posteriormente o ribossoma avança três nucleótidos, e assim o primeiro tRNA (que transportou metionina) desprende-se do ribossoma, libertando espaço, para que outro tRNA ligue-se, e assim em diante. Este processo repete-se ao longo da molécula de mRNA no sentido 5'->3'. Os tRNA, que se tinham ligado vão-se desprendendo sucessivamente.
3-A terceira fase, denominada de Finalização, o ribossoma encontra o codão de finalização (UAA, UAG ou UGA). Como estes codões não correspondem a nenhum tRNA, o alongamento termina. E a a cadeia polipeptídica pode ser liberada no lúmen do RER (translocação co-traducional), integrar a membrana do RER (translocação co-traducional), ser liberada no citoplasma, ser transportada a organelas ou núcleo (translocação pós-traducional), ou acoplar-se a chaperonas para seu enovelamento devido.